# Белоусов, Сергей Владимирович
Сергей Владимирович Белоусов (род. 4 февраля 1955, Барнаул) — российский предприниматель и политик, член Совета Федерации (2008—2011).

## Биография
Родился 4 февраля 1955 года в городе Барнаул.
Окончил Алтайский политехнический институт имени И. И. Ползунова. Кандидат технических наук, удостоен почётного звания «Заслуженный строитель Российской Федерации».
Сделал карьеру строителя в «Алтайпромстрое», где последовательно занимал должности мастера, прораба и главного инженера. С 1987 года работал в строительном тресте «Стройгаз» (в 1998 году избран генеральным директором строительно-проектно-промышленного ОАО «СтройГАЗ» и возглавлял компанию до 2008 года). Участвовал в восстановлении разрушенного землетрясением 1988 года Ленинакана (ныне — Гюмри) в Армении.
В 2001 году избран депутатом Алтайского Совета народных депутатов IV созыва, в 2008 — Алтайского краевого Законодательного Собрания V созыва, в дальнейшем вновь переизбирался в его состав.
29 декабря 2008 года Совет Федерации подтвердил полномочия Белоусова, избранного алтайскими депутатами представителем законодательного органа власти края в верхней палате парламента.
С ноября 2011 года до своего переизбрания в Совет Федерации в декабре того же года состоял в Комитете по федеративному устройству, региональной политике, местному самоуправлению и делам Севера, с января 2009 по ноябрь 2011 года — в Комитете по аграрно-продовольственной политике и рыбохозяйственному комплексу, с февраля по июнь 2009 года — член Комиссии по жилищной политике и жилищно-коммунальному хозяйству, с июня 2009 по ноябрь 2011 года занимал должность заместителя председателя Комиссии.
В январе 2012 года вошёл в состав Комитета по аграрно-продовольственной политике и природопользованию, с сентября 2012 года — заместитель председателя Комитета, с октября 2014 — первый заместитель.
С октября 2016 года, когда были вторично продлены полномочия Белоусова в Совете Федерации, — вновь член Комитета по аграрно-продовольственной политике и природопользованию, в ноябре того же года избран заместителем председателя Комитета.
7 октября 2021 года депутаты нового созыва Алтайского краевого законодательного собрания избрали своим представителем в Совете Федерации Виктора Зобнева.

## Награды
- Орден Дружбы (31 марта 2016) — За активную законотворческую деятельность и многолетнюю добросовестную работу[5].
- Орден Почёта (5 июня 2021) — За большой вклад и развитие парламентаризма и многолетнюю добросовестную работу[6].
- Медаль «МПА СНГ. 25 лет» (27 марта 2017, Межпарламентская ассамблея СНГ) — за заслуги в деле развития и укрепления парламентаризма, за вклад в развитие и совершенствование правовых основ функционирования Содружества Независимых Государств, укрепление международных связей и межпарламентского сотрудничества[7].